# Dia del Canadà
El dia del Canadà (anglès: Canada Day, francès: Fête du Canada) és la festa nacional del Canadà. Se celebra l'1 de juliol.
Correspon a la creació de la Confederació canadenca per la Llei de l'Amèrica del Nord britànica, que va entrar en vigor l'1 de juliol de 1867 al Canadà.
Aquest dia de permís va ser establert en 1879 i va ser designat com el dia de la Confederació. Posteriorment va ser rebatejat com a dia del Domini Va ser canviat després de la reforma de la Constitució del Canadà el 27 d'octubre del 1982. Afecta totes les institucions federals. Durant aquest dia, se celebren espectacles, seguits de focs d'artifici.

## Estatus de la festa al Quebec
Al Quebec, atès que aquesta jornada és relativament poc celebrada, però nogensmenys la gent no treballa, nombrosos ciutadans utilitzen aquesta data per canviar de domicili, sobretot perquè la majoria dels contractes d'arrendament s'acaben el 1r de juliol; per això al Quebec hom l'anomena la Festa del trasllat o la jornada nacional del trasllat, un fenomen social bastant particular.
Alguns acusen els sobiranistes d'haver volgut perjudicar la festa del Canadà fent del 1r de juliol la data legal de la fi dels contractes de lloguer, en comptes del 1r de maig, com era el cas abans. De fet, el canvi va ser decidit pel Ministre de Justícia del Quebec de l'època, Jérôme Choquette, de tendència liberal i federalista, per no pertorbar l'any escolar dels nens afectats pels trasllats. La llei que canvia la data del 1r de maig al 1r de juliol va ser aprovada en 1974.